# La Chapelle-Saint-André
La Chapelle-Saint-André település Franciaországban, Nièvre megyében. Lakosainak száma 305 fő (2022. január 1.). La Chapelle-Saint-André Varzy, Oudan, Courcelles, Corvol-l’Orgueilleux, Entrains-sur-Nohain, Menestreau és Menou községekkel határos.

## Népesség
A település népességének változása:
| Lakosok száma | 336  | 342  | 335  | 315  | 302  | 300  | 298  | 297  | 305  |
|               | 2013 | 2015 | 2016 | 2017 | 2018 | 2019 | 2020 | 2021 | 2022 |